# AccuWeather

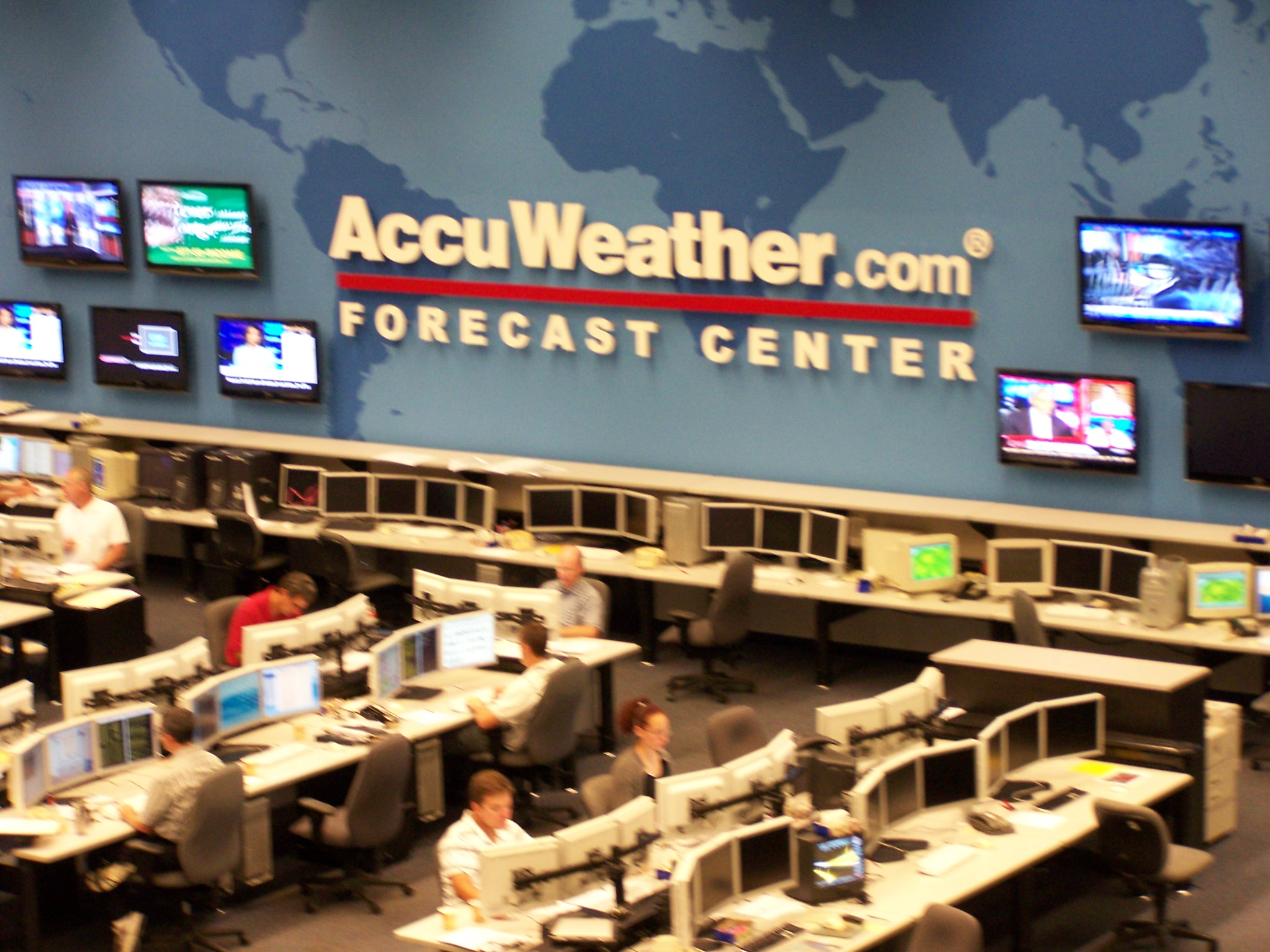
AccuWeather Vorhersagezentrum

AccuWeather ist ein amerikanisches Unternehmen, das einen kommerziellen Onlinedienst zur weltweiten Wettervorhersage anbietet. Das Unternehmen gehört weltweit zu den Marktführern im Bereich der digitalen Medien und wetterbezogenen Big-Data-Anwendungen.
Die Anwendungen von Accu Weather verzeichneten 2018 monatlich mehr als 300 Millionen Einzelbesucher aus der ganzen Welt mit 35 Milliarden Datenanfragen pro Tag.
AccuWeather hat seinen Hauptsitz in State College (Pennsylvania) und ein Severe Weather Center in Wichita, Kansas, aber auch Büros im 7 World Trade Center in New York City, in Peking, Dublin, Montreal, Mumbai, Oklahoma City, Seoul und Tokio.

## Geschichte
Es wurde 1962 von Joel N. Myers gegründet, einem Studenten der Pennsylvania State University, der zu dieser Zeit an einem Abschluss in Meteorologie arbeitete. Sein erster Kunde war ein Gasunternehmen in Pennsylvania, das ihm für eine dreimonatige Vorhersage des Winterwetters 150 US-Dollar zahlte. Während er sein Unternehmen leitete, wurde Myers Mitglied der Meteorologischen Fakultät seiner Universität. Das Unternehmen nahm 1971 den Namen AccuWeather an. Im Jahr 2006 erwarb AccuWeather die WeatherData, Inc. in Wichita (Kansas).
Die Stadt Los Angeles verklagte 2019 die App „Weather Channel“ weil diese Kunden- und Ortsdaten ohne Zustimmung an Drittanbieter weitergibt. So wurde bekannt, dass auch AccuWeather sogar dann Positionsdaten speichert, wenn die Nutzer in ihren Einstellungen die Ortungsfunktion deaktiviert hatten. Auch AccuWeather verkauft die Positionsdaten.

## Produkte
AccuWeather stellt seine Daten laut eigenen Angaben über 180.000 Third-Party-Websites zur Verfügung. Die Anwendungsprogrammierschnittstelle von AccuWeather deckt eine große Bandbreite an Parametern ab: von aktuellem Wetter über unterschiedlichste Prognosen bis hin zur Luftqualität.
AccuWeather betreibt eine Wetter-App. Sie ist auf den Geräten einiger Hersteller bereits vorinstalliert.

## AccuWeather Network
AccuWeather beitreibt seit 2015 mit AccuWeather Network seinen eigenen Kabel- und Satelliten-Kanal. Der Sender sendet rund um die Uhr live und vorproduzierte Wettervorhersagen für Teile der USA. Die Studios und die Sendeabwicklung befinden sich am Firmensitz in State College, Pennsylvania.